# Manuel Garrido Patrón
Manuel Garrido Patrón (Ciudad de México, 18 de junio de 1957), también conocido como Manolo, es un empresario, político y escritor mexicano. Actualmente, es precandidato para la presidencia municipal de Querétaro por el partido político Movimiento Ciudadano.

## Biografía
Manolo Garrido nació en la Ciudad de México (CDMX), pero ha establecido su residencia en Querétaro desde 1990. Obtuvo su licenciatura en Contaduría Pública en 1982 de la Universidad Iberoamericana (IBERO). Además, cuenta con una maestría en Administración de Negocios de la Universidad de San Diego y otra en Administración Pública del Instituto Nacional de Administración Pública. Su trayectoria académica incluye un doctorado en Administración de Negocios por la Newport Univesity, con el reconocimiento summa cum laude.
Ha cursado diversos diplomados: en recursos humanos por la IBERO en 2002; en mercadotecnia por la Universidad de las Américas de la Ciudad de México(UDLA); y en dirección de negocios y finanzas por el Instituto de Especialización para Ejecutivos en 1999 y 1986, respectivamente.
En el ámbito empresarial, Manolo Garrido se ha desempeñado en la industria del jabón. Además, ejerce como juez de plaza en los dos cosos de la ciudad de Querétaro. Como autor, ha publicado volúmenes de cuentos. Actualmente, se encuentra en proceso de escritura de una novela.

## Trayectoria política
En 2003, fue candidato a diputado por el Distrito XVII del Distrito Federal (hoy Ciudad de México) por el Partido Acción Nacional (PAN). En el 2002, se desempeñó como Secretario de Fortalecimiento Interno en Cuajimalpa, CDMX. Fue Secretario de Planeación Estratégica en la misma demarcación, en el 2001. En el 2000, se desempeñó como representante general en las elecciones general de ese año.
Fue miembro activo del PAN de 1999 al 2023.

## Trayectoria académica
Del periodo del 2009 al 2013, se desempeñó como docente titular de las asignaturas "Administración Pública Municipal" y "Gobernabilidad y Gestión Pública" de la Maestría en Administración Pública, en la Facultad de Derecho de la Universidad Autónoma de Querétaro. De 1991 a 1993, impartió las asignaturas "Administración Financiera", "Finanzas" y "Contabilidad Administrativa" en la Maestría en Administración de Empresas, en la UDLA.
En ambas instituciones, fungió como asesor de tesis y sinodal de exámenes de grado.

## Distinciones
- Doctorado Honoris Causa por el Instituto Mexicano de Liderazgo (2019)
- Doctorado Honoris Causa por el Claustro Doctoral Iberoamericano (2019)
- Premio Nacional de Literatura por la Fundación Liderazgo Hoy (2019)
- Reconocimiento summa cum laude por la Newport University (2000)
- "La política social en México", en revista Desarrollo Económico. México, febrero 2003.
- "La administración pública federal con los postulados de la Nueva Gerencia Pública", en revista Desarrollo Económico. Abril, México, 2002.
- "Cómo se elabora el presupuesto de egresos de la federación", en revista Desarrollo Económico. México, diciembre 2002.

## Obras
Los libros de los que Manuel Garrido Patrón es autor son:
- Del dicho al hecho: la transición mexicana a la democracia. México: Editorial Uteha, 2006.
- La inflación en México y la globalización. México: Editorial Uteha, 2004.
- Liderazgo, motivación y solución de conflictos. México: Editorial Uteha, 2003.